# Sheridan (Oregon)
Sheridan – miasto w Stanach Zjednoczonych, w stanie Oregon, w hrabstwie Yamhill.